# Epeolus americanus
Epeolus americanus är en biart som först beskrevs av Cresson 1878.  Epeolus americanus ingår i släktet filtbin, och familjen långtungebin. Inga underarter finns listade i Catalogue of Life.